# Nematopsis ormieresi
Nematopsis ormieresi is een soort in de taxonomische indeling van de Myxozoa, een stam van microscopische parasitaire dieren. Het organisme komt uit het geslacht Nematopsis en behoort tot de familie Porosporidae. Nematopsis ormieresi werd in 1973 ontdekt door Vivares.